# Erik Bakker
Pour les articles homonymes, voir Bakker.
Erik Bakker, né le 31 mars 1990 à Hoogeveen, est un footballeur néerlandais. Il évolue au PEC Zwolle au poste de milieu relayeur.

## Palmarès
- Champion des Pays-Bas de D2 en 2013 avec le Cambuur Leeuwarden